# Киев-город
Город прекрасный, город счастливый. Над разлившимся Днепром, весь в зелени каштанов, весь в солнечных пятнах.
 
Сейчас в нем великая усталость после страшных громыхающих лет. Покой.
  
Но трепет новой жизни я слышу. Его отстроят, опять закипят его улицы, и станет над рекой, которую Гоголь любил, опять царственный город.
«Киев-город» — фельетон Михаила Булгакова.

## История написания
Фельетон впервые опубликован в «Литературном приложении» к газете «Накануне» 6 июля 1923 года.
20 апреля 1923 года Булгаков вступил во Всероссийский союз писателей, — в этот же день он получил членский билет и 21 апреля уехал в Киев в командировку по заданию газеты «Накануне». В Киеве писатель был по 10 мая 1923 года. Собственно в фельетоне Булгаков поделился впечатлениями от этой поездки и своими воспоминаниями о событиях 1917—1919 гг., во время которых писатель находился в Киеве.

## Содержание
- Экскурс в область истории
- Status praesens
- Достопримечательности
- Население: Нравы и обычаи
- Аскетизм
- Слухи
- Три церкви
- Наука, литература и искусство
- Финал